# Angiomiolipoma renale
L'angiomiolipoma renale è un amartoma costituito da percentuali variabili di tessuto adiposo, muscolare liscio, vascolare localizzato principalmente nella corticale del rene.

## Epidemiologia
L'incidenza del tumore nella popolazione oscilla tra lo 0,3% ed il 3%. Il rapporto maschi:femmine è di 1 a 4. Nel 20% è una delle manifestazioni della sclerosi tuberosa, patologia nella quale la prevalenza di questa neoplasia è del 67-85% secondo alcuni studi.

## Anatomia patologica
Macroscopicamente la lesione unica o multipla (nella sclerosi tuberosa),è di dimensioni comprese tra 2 mm e 20 cm a localizzazione nella corticale del rene o esofitica, non capsulata.
Istologicamente, la neoformazione risulta costituita da un coacervo di tessuto muscolare liscio, tessuto adiposo e vasi sanguigni in percentuale variabile. In alcuni casi può avere aspetti infiltranti.

## Clinica
Generalmente è asintomatico (riscontro occasionale). Le lesioni di maggiori dimensioni possono originare sintomi legati all'effetto compressivo sulla via escretrice (simile alla colica renale) o sintomi correlati con il sanguinamento (dolore al fianco, ematuria).

Le lesioni multiple tipiche della sclerosi tuberosa possono determinare sovvertimento del rene e perdita della sua funzione (insufficienza renale).

## Diagnosi
- Ecografia: lesione iperecogena (dovuta alla presenza di tessuto adiposo) a margini netti e con attenuazione degli echi posteriori.
- Eco-color-doppler: l'indagine può essere più o meno utile, in relazione alla quantità di vasi nella lesione.
- TC: è un esame di secondo livello. Consente di discriminare la componente adiposa come ipodensità della lesione o di parte di essa.

## Diagnosi differenziale
La diagnosi differenziale più importante, effettuata tramite TC,  è quella con il carcinoma delle cellule renali dato che una percentuale variabile (fino al 30%) dei carcinomi renali, in particolare quelli di piccole dimensioni sono iperecogeni come gli angiomiolipomi, ma non presentano tessuto adiposo (fatta eccezione per quello che infiltra il seno renale).

## Trattamento
Nessun trattamento è richiesto nelle lesioni asintomatiche.

Nelle lesioni sanguinanti il trattamento di elezione è quello chirurgico (resezione della lesioni o del rene) o attraverso embolizzazione percutanea.
Le lesioni con diametro superiore a 4 cm, hanno maggior probabilità di andare incontro a sanguinamento e pertanto sono meritevoli di valutazione ecografica periodica(ripetizione semestrale dell'indagine ecografica dell'addome).